# جان هرینگتن
جان بنت هرینگتن (به انگلیسی: John Bennett Herrington) فضانورد اهل ایالات متحده آمریکا است که در ۱۴ سپتامبر ۱۹۵۸ میلادی در وتومکا، اکلاهما زاده شد. وی در مأموریت اس‌تی‌اس-۱۱۳ حضور داشته‌است.